# Johannes Reuchlin
Johannes Reuchlin (Pforzheim, 29 de enero de 1455-Stuttgart, 30 de junio de 1522), también llamado Johann Reuchlin, fue un filósofo, humanista y sacerdote católico alemán, profundamente interesado en la cábala judía.
Es conocido como el humanista alemán más importante después de Erasmo de Róterdam. Iniciador de las "Epistolae obscurum virorum", tío y maestro de Felipe Melanchthon, intentando que se alejara de Lutero, y, por eso, una persona importante para la historia de la Reforma Protestante, aunque personalmente permaneció fiel a la Iglesia católica.

## Biografía
En 1470 se inscribió como «artista» en la Universidad de Friburgo. Se destacó especialmente por sus conocimientos de filología. El margrave Carlos I de Baden lo envió entonces a la Universidad de París. Allí, en plenas discusiones filosóficas, tomó partido por los «realistas» contra los «nominalistas». Aprendió latín y griego junto al hebreo. 
En 1474 se trasladó a Basilea para perfeccionar su conocimiento del griego. Al año siguiente adquirió el título de bachiller en artes liberales y tras dos años más el de magister. En este período elaboró un diccionario de latín, el Vocabolarius breviloquus. Luego volvió a París para estudiar derecho canónico. En Orleans estudió derecho romano. En 1481 obtuvo el permiso para doctorarse en derecho, escogió Tubinga pero el conde Eberardo de Wurtemberg lo llamó como escritor y orador oficial de la corte. Se trasladó entonces a Stuttgart aunque acompañaba al conde en sus diversos viajes. Se casó y quedó viudo en 1501. Volvió a casarse. En este período hizo amistad con Ermolao Barbaro, Marsilio Ficino y Pico della Mirandola (de quien tomaría el interés por la cábala judía).
En Linz realizó gestiones a favor del rey Federico III con tanto éxito que el monarca lo hizo conde palatino imperial con lo que accedió a la nobleza. Allí continuó sus estudios de hebreo y recibió del rey un manuscrito del Targum Onkelos, que actualmente es conocido como Codex Reuchlinianus. Tras la muerte de Eberardo –y temiendo las iras de su hijo– se trasladó a Heidelberg, donde se desempeñó como preceptor de los hijos del príncipe elector. Tras la expulsión de Eberardo II, Reuchlin vuelve a Wurtemberg y es nombrado juez de la Liga Suaba hasta 1512.
En este período tuvo la polémica con Johann Pfefferkorn. Este, judío converso, había obtenido del emperador el permiso para requisar de los judíos los libros religiosos que tuvieran. Al poner en práctica esta determinación, se produjeron desórdenes que indujeron al emperador a dar marcha atrás. Entonces, Reuchlin fue consultado sobre la licitud de la ley y afirmó que no se podía aplicar por motivos más jurídicos que religiosos. Las discusiones se alargaron y el ambiente se agrió al punto que, tras ser absuelto Reuchlin de culpa, fue condenada su obra Augenspiegel. Un grupo de humanistas de Erfurt publicó entonces la Epistolae obscurorum virorum, suerte de sátira contra los enemigos de Reuchlin.
Los problemas políticos de Stuttgart lo obligaron a marcharse y así llegó a Ingolstadt, donde trabajó como profesor de griego y hebreo desde 1520. Pero al año siguiente se encuentra de nuevo en Tubinga como catedrático. Tras la muerte de su segunda esposa, se unió a la Confraternidad de la Salve Regina y luego fue ordenado sacerdote.

## Obras
Realizó traducciones de varias obras clásicas como: la Apología de Sócrates de Jenofonte, fragmentos de Luciano, algunos discursos de Demóstenes, etc. También tradujo obras de los Padres de la Iglesia. 
- De verbo mirifico
- De arte cabalistica
- De rudimentis hebraicis
- De accentibus et orthographia linguae Hebraicae